# Strzyska Góra
Strzyska Góra (kaszb. Strzëżskô Górô, niem. Strieß Berg) – leśne wzniesienie morenowe w Gdańsku (o wysokości 105 m n.p.m.) w sąsiedztwie Gaju Gutenberga, cmentarza centralnego Srebrzysko, terenu wojskowego i Jaśkowej Doliny. Pobliskim wzgórzem jest Jaśkowa Góra.
Przez Strzyską Górę prowadzi szlak turystyczny Wzgórzami Trójmiasta, zaś u jej wschodniej krawędzi znajduje się Harcerska Baza Obozowa Morena.